# Chalo Ishq Ladaaye
Chalo Ishq Ladaaye (Hindi: चलो इश्क लड़ायें, übersetzt: komm verlieb dich) ist eine Hindi-Film-Komödie von Aziz Sejawal aus dem Jahr 2002.

## Handlung
Die beliebte aber einsame Bollywood-Schauspielerin Sapna (Rani Mukerji) lebt ein isoliertes Leben. Durch den Erfolg wird sie von ihren Fans bedrängt und fängt dadurch an zu trinken. So läuft sie betrunken vor ein Auto, wird aber nur leicht verletzt. Der junge Fahrer Pappu erkennt sie und sagt ihr, dass er ihr größter Fan ist und alles für sie tun würde. Sie fragt ihn, ob er für sie ihren untreuen Freund Rahul (Sanjay Suri) töten würde. Er willigt ein, aber nur, wenn Sapna Pappus Großmutter tötet. Sie willigt ebenfalls ein, die Großmutter zu töten. Nachdem Pappu Rahul getötet hat trifft er sich mit Sapna, die ihn aber nicht wiedererkennt. Er fordert von ihr, dass sie seine Großmutter beseitigt. Sapna ist schockiert, von Rahuls Tod zu hören, doch entschließt sie, ihren Teil der Abmachung zu erfüllen, nach dem Pappu ihr von der Unterdrückung seiner Großmutter erzählt. Mit ihrem treuen Sekretär, Kakkoji (Kader Khan) gehen die beiden nach Ranikhet. Pappu bekommt Wind davon und folgt ihnen dorthin. In Ranikhet versuchen Sapna und Kakkoji Pappus Großmutter zu töten, aber die Großmutter ist zu schlau für sie. Auf der anderen Seite versucht die Polizei das Geheimnis von Rahuls Tod zu lüften. Der korrupte Kamat (Gulshan Grover) beschließt, Pappu zum Sündenbock zu machen und auf diese Weise ein hohes Lösegeld aus Sapna zu extrahieren. Er wird jedoch dabei erwischt, am Ende. Sapna und Pappu fühlen sich zueinander hingezogen. Der irregehende Held begreift, dass seine Großmutter immer für ihn etwas bedeuten wird und sie vergeben einander. Als Pappu seinen Gefühlen bewusst wird, nimmt er Sapna mit ins Theater. Sie erzählt ihm, dass sie etwas für ihn empfindet. Der Film endet damit, dass sie zu ihm rennt und ihn umarmt.

## Hintergrund
Es ist eine Produktion von Vijay Productions. Er startete am 27. Dezember 2002 in den indischen Kinos.